# 金剛山 (朝鮮)
金剛山（クムガンサン）は、太白山脈に属する朝鮮民主主義人民共和国（北朝鮮）江原道にある山。最高峰は毘盧峰で、標高1,638mである。古来朝鮮半島では、白頭山と並ぶ名山とされてきた。

## 概要
金剛山は古くからかなり広い地域を指す言葉であり、現在でも金剛山の範囲は東西40km、南北60kmとされている。もっとも範囲の定義はかなり曖昧な面もあり、特に一番広い定義を採用した場合、南端のごく一部は韓国側にかかることになる。

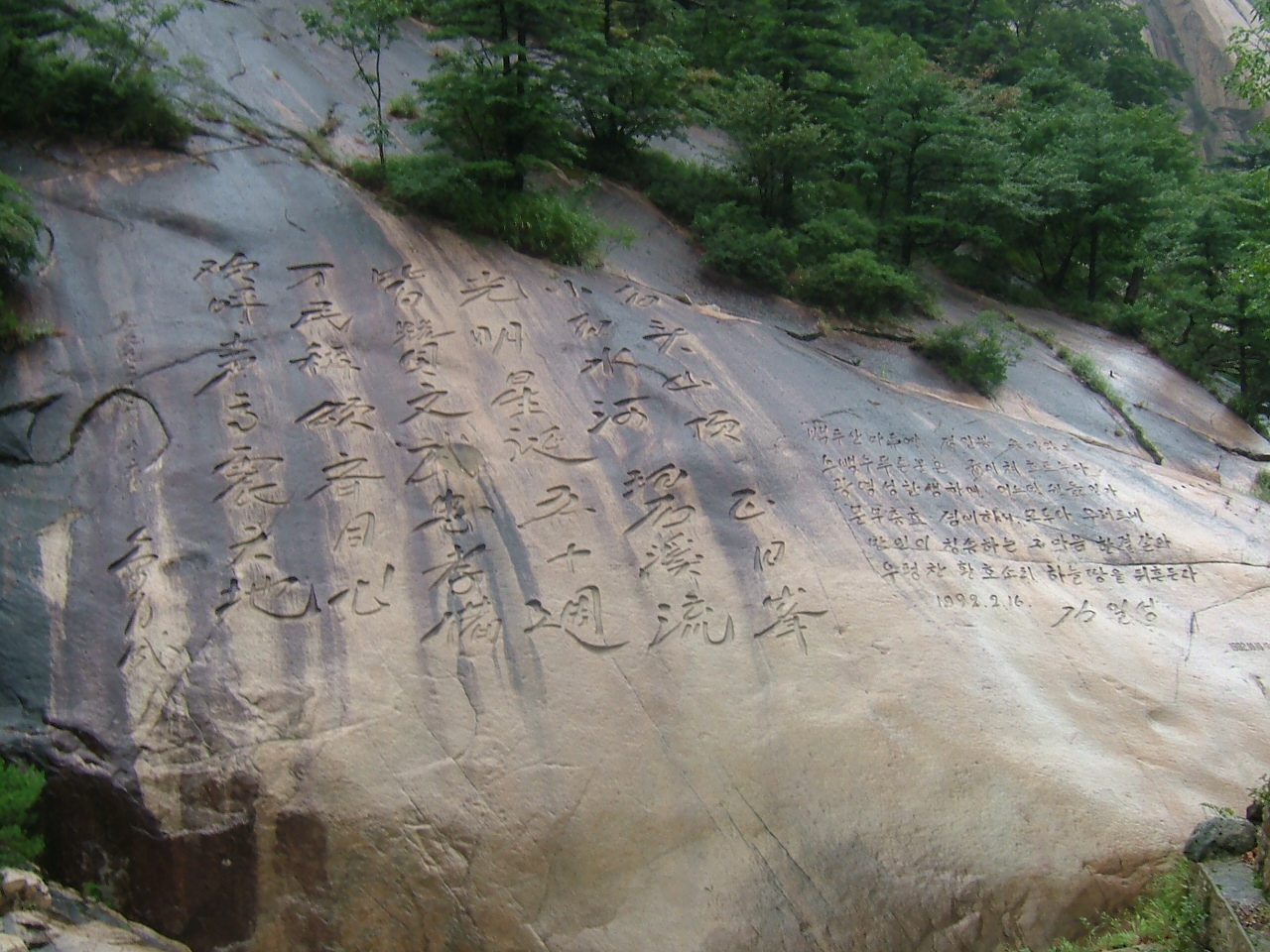
金剛山の岩に刻まれた金日成の漢詩。金正日の満50歳を記念したもので、実の息子を褒めちぎった内容。ハングルでも同じ内容が刻まれている。2006年8月27日撮影。

金剛山は内金剛（ネグムガン）、外金剛（ウェグムガン）、海金剛（ヘグムガン）の、大きく3つの地域に区分されている、最高峰である毘盧峰がある中央連峰を境とし、西側を内金剛、東側を外金剛、東端の海岸部が海金剛である。日本統治時代には外金剛南部を新金剛（しんこんごう、シングムガン）と呼んでいたが、現在では殆ど使われていない。また、現在の北朝鮮や韓国ではもっと細かく22ないし23区域に分ける方式も採用している。金剛山観光地区が制定されているのは外金剛と海金剛の一部であり、韓国側からの観光も外金剛と海金剛の一部のみで行われてきたが、2007年6月以降、内金剛の観光も開始された。
新羅時代より仏教が盛んだった金剛山には、神渓寺（シンゲサ）、楡岾寺（ユジョムサ）、長安寺（チャンアンサ）、表訓寺（ピョンフンサ）の「金剛山四大寺院」をはじめとする寺や石塔、石仏などが多くあったが、朝鮮戦争の結果、双方の戦闘や米軍の爆撃などで多くの文化財が破壊され、表訓寺以外は現存しない。北朝鮮時代になってからは金日成・金正日親子を称える文字を大々的に岩に刻み付ける行為が続けられている。2000年代以降、南北の仏教界が四大寺院の修復と復興に協力することを合意しており、神渓寺は2004年に韓国側の支援により再建されている。
外金剛には金剛山温泉がある。また、一帯に亜高山帯のニワウルシ属の群落と針広混交林、中層広葉樹林、低地針広混交林、低地針葉樹林、湿地性の草原など多様の植生があり、ヤマブドウ、サルナシ、オオサンザシ、クマイチゴなどの野生の果物とオタネニンジン、オケラ、キバナイカリソウなどの薬用植物が生える。2018年にユネスコの生物圏保護区に登録された。

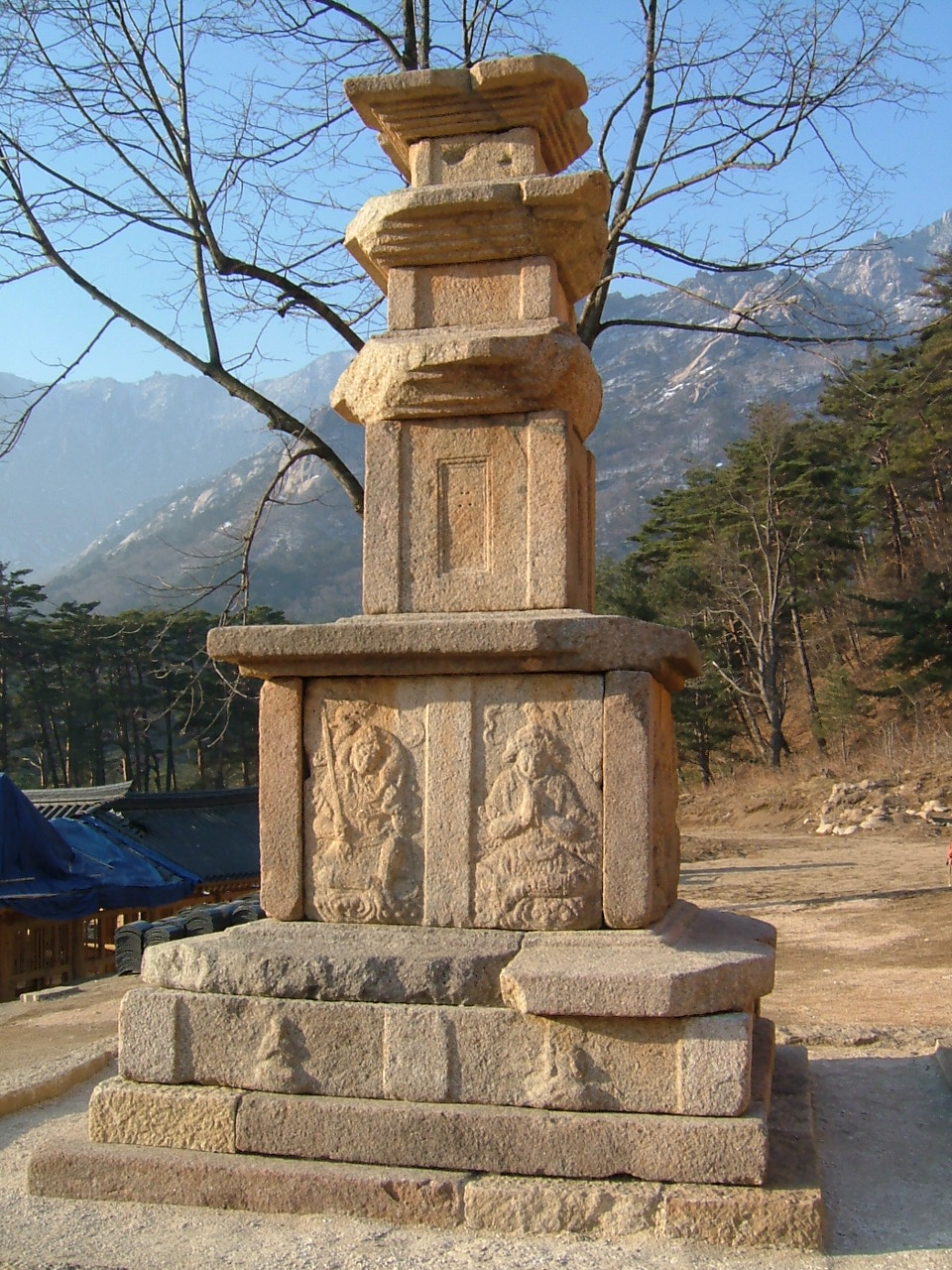
金剛山の神渓寺に残る新羅時代後期の塔。神渓寺は朝鮮戦争でこの塔を残し焼失するが、韓国と北朝鮮が共同で再建した。2006年2月20日撮影。

## 名称
金剛山とは華厳経の中から採った名称とされている。金剛山の峰々の数は一万二千峰あると言われてきたが、この一万二千という数字も同じく華厳経にある数という。また金剛山には蓬莱山（朝: 봉래산）、楓岳山（朝: 풍악산）、皆骨山（朝: 개골산）と言うよく知られた別名がある。蓬莱は夏、楓岳は秋、そして皆骨は冬の金剛山を指す言葉として用いられている。

## 李氏朝鮮時代
1894年、イザベラ・バードが金剛山を訪れた時期には、長安寺、神渓寺など45の寺院があったという。朝鮮紀行では、長安寺を515年、新羅の法興王時代に建てられた朝鮮最古の寺として紹介している。

## 日本統治時代の金剛山
20世紀初頭は交通の便が極めて悪く、金剛山を訪れる人も極めて少なかった。しかし、その風貌が知られるにつれて「日本有数の名山」とされ、徳富蘇峰や若山牧水などの著名人が金剛山を紹介したこともあって、広く世に知られるようになった。やがて鉄原（てつげん / チョロン）から金剛山電気鉄道という私鉄によって内金剛の麓まで、朝鮮総督府鉄道の東海北部線によって外金剛の麓までアクセスが可能になると、金剛山は一大観光地となった。外金剛に当時朝鮮半島有数のスキー場が作られ、山スキーも盛んに行われるなど、金剛山には四季を問わず観光客が集まるようになり、日本式や朝鮮式の旅館が立ち並び大いに栄えたと言う。金剛山を国立公園とする運動も起こったが、それは実現しなかった。

## 世界遺産
宗教的伝統と自然景観が一体化した文化的景観として、2025年の第47回世界遺産委員会で世界遺産リストに登録された。
朝鮮民主主義人民共和国では3件目の世界遺産であり、複合遺産は初である（朝鮮半島にある世界遺産としても初）。

### 登録基準
この世界遺産は世界遺産登録基準のうち、以下の条件を満たし、登録された（以下の基準は世界遺産センター公表の登録基準からの翻訳、引用である）。
- (3) 現存するまたは消滅した文化的伝統または文明の、唯一のまたは少なくとも稀な証拠。
- (7) ひときわすぐれた自然美及び美的な重要性をもつ最高の自然現象または地域を含むもの。

## 韓国からの観光

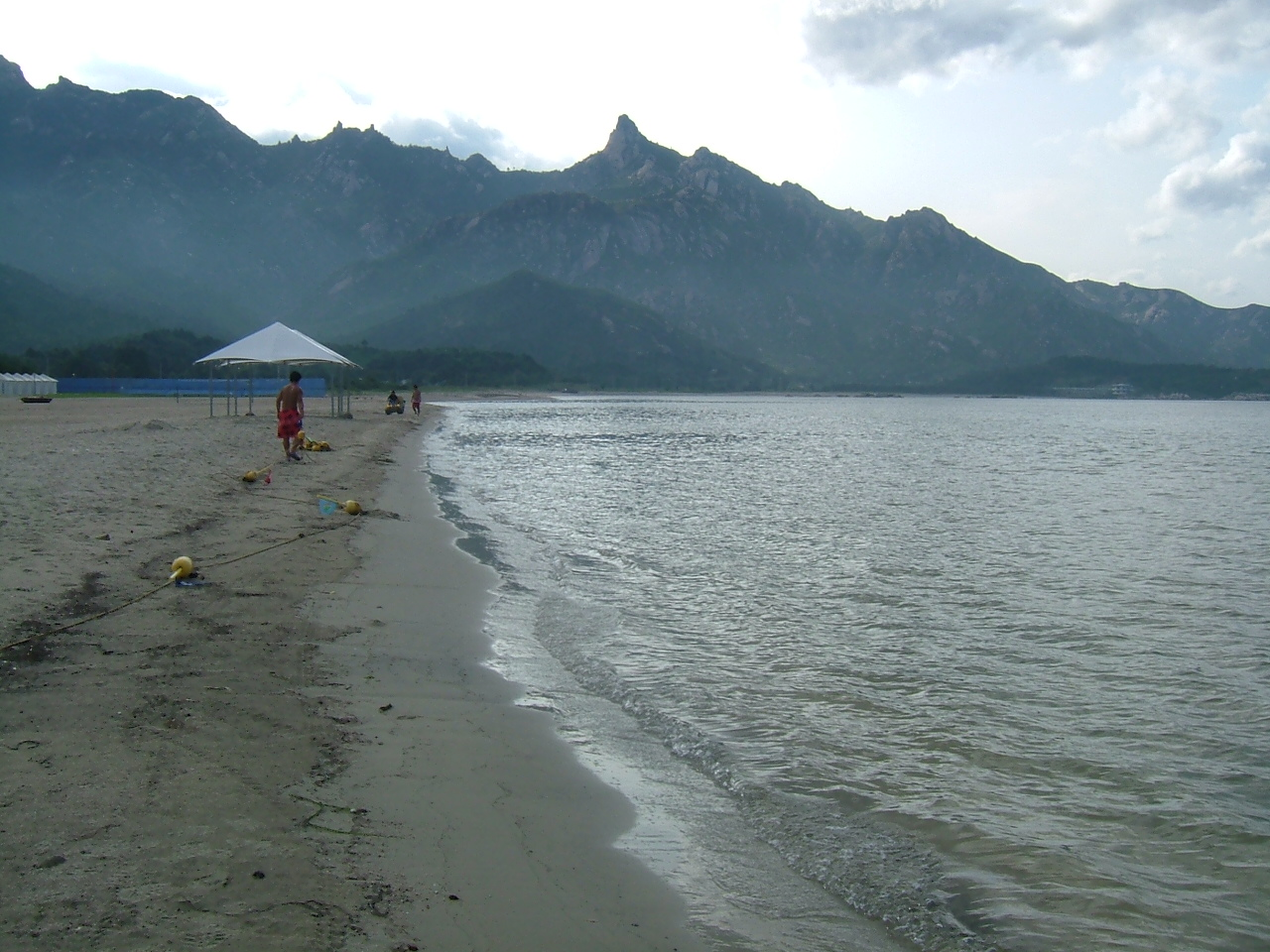
金剛山海水浴場から見上げる金剛山。2006年8月撮影。

韓国の現代財閥会長鄭周永は金剛山付近の出身で、北朝鮮当局と話し合って韓国からの金剛山観光を実現させた。1998年11月、江原道東海港を出港する船で韓国からの観光が始まり、2000年3月からは釜山港からも観光船が出航するようになった。2001年7月以降は江原道束草港から出航する雪峰号に一本化、2003年9月以降は南北間の軍事境界線を直接越える陸路観光が本格的に開始され、2004年1月以降は陸路観光に一本化された。

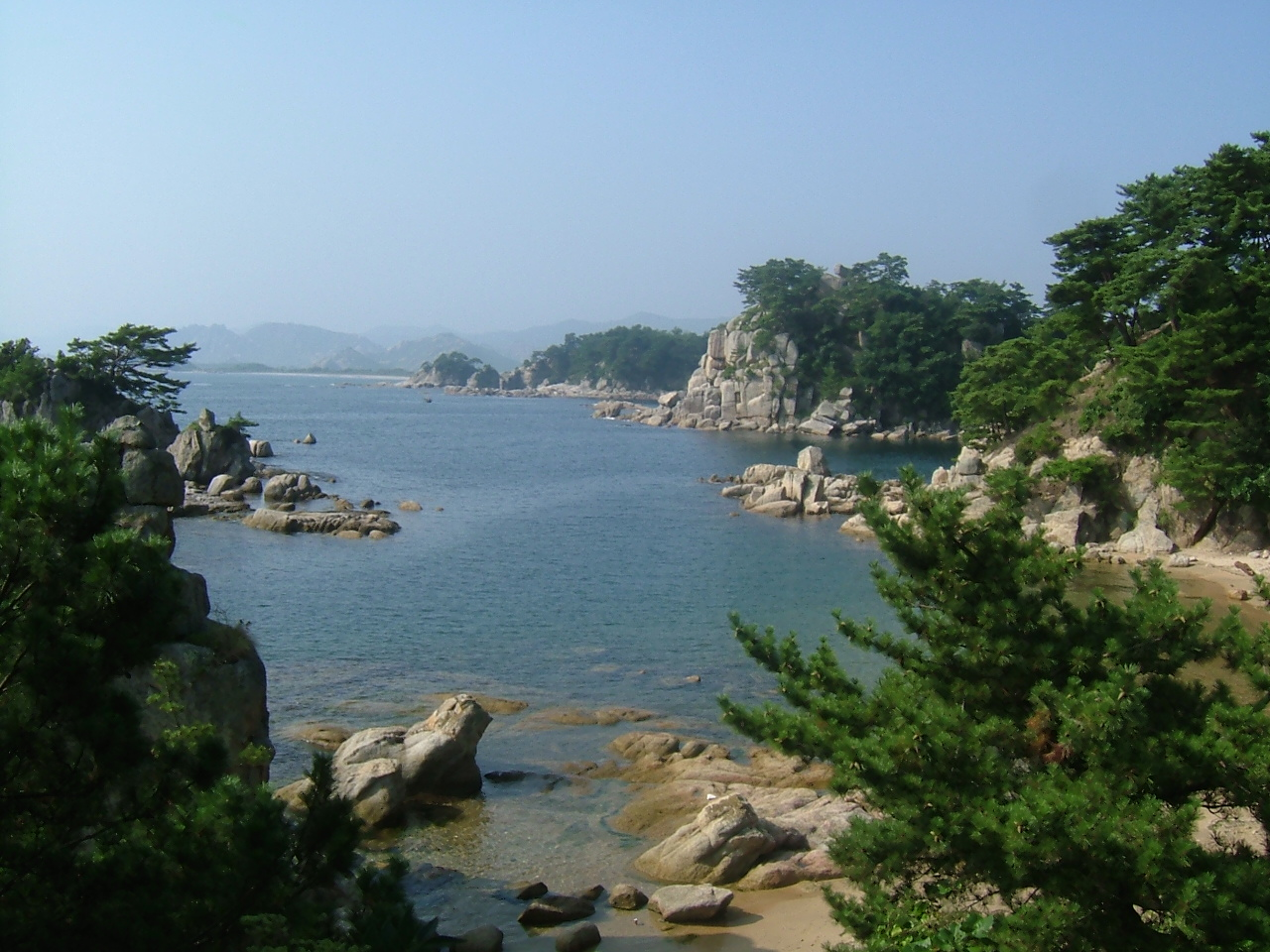
海金剛の光景。2006年8月28日、海金剛にて撮影。

現代財閥は巨額の観光料と引き換えに北朝鮮側から金剛山の独占開発権を取得し、様々な観光資源に恵まれた金剛山の本格開発を計画したが、当初、巨額の観光料と設備投資の割には観光客が集まらなかった。そして北朝鮮側との交渉の難航、現代財閥の内部対立などもあって予定通りには観光開発が進んでいない。
一方、2002年10月には金剛山は北朝鮮の観光地区に指定され、陸路観光の定着とともに観光客も増え、金剛山では南北分断で別れ別れになった離散家族の再会事業が行われるなど、韓国と北朝鮮との窓口としての役割を果たすようになっており、韓国国内では金剛山観光を開城工業団地とともに太陽政策の成果として評価する声も高い。
しかし2006年7月の北朝鮮のミサイル発射問題の影響で、離散家族再会事業は北朝鮮側から中止が表明され、北朝鮮に観光料が支払われる金剛山観光の是非についてアメリカから問題提起がなされた。同年10月の核実験後は特に金剛山観光に対する内外の批判が高まっている。

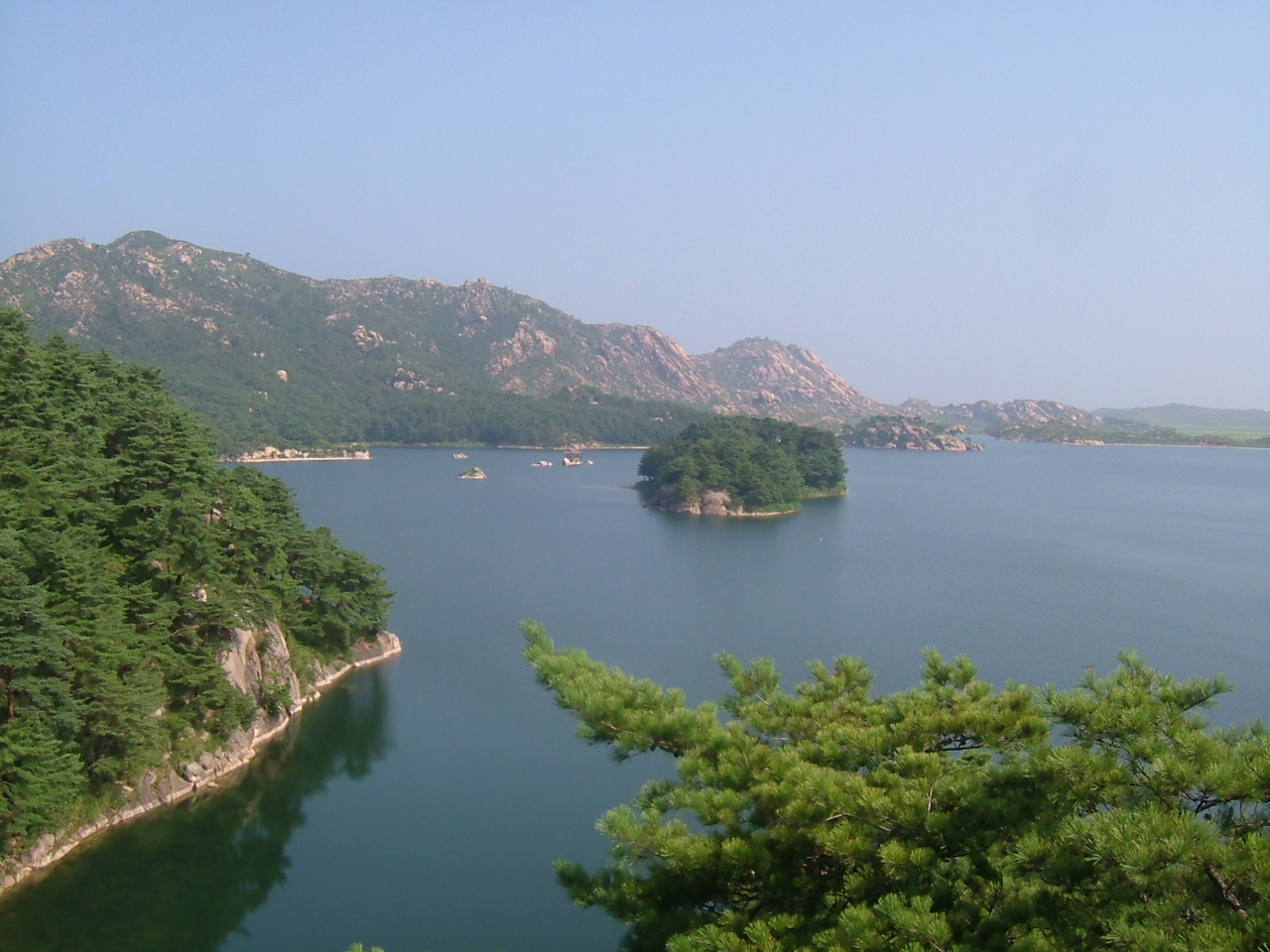
金剛山にある湖、三日浦の光景。2006年8月28日撮影。

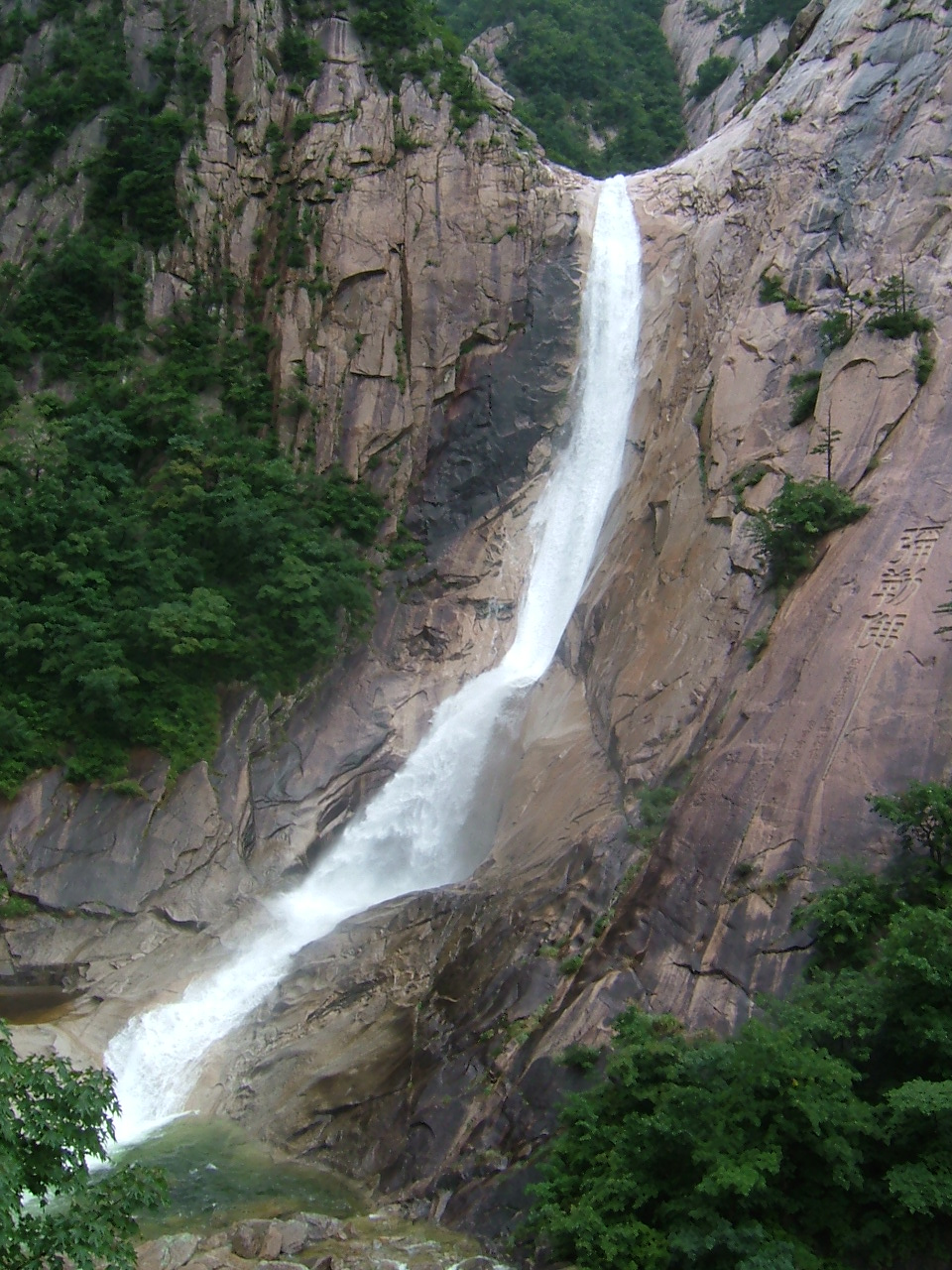
金剛山にある九龍の滝。2006年8月27日撮影。

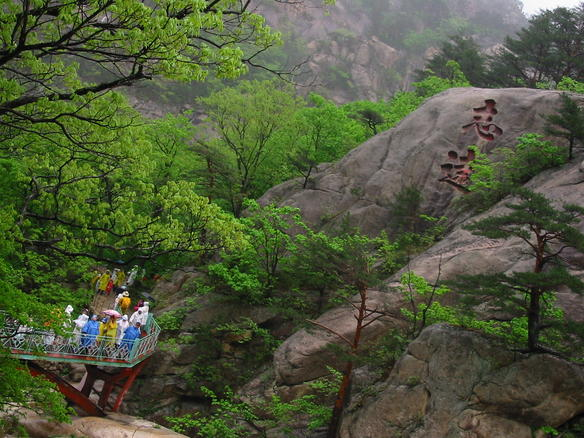
九龍淵にある滝へ向かうルート

陸路観光は束草市の北にある江原道高城郡の南北出入事務所前からバスに乗車し金剛山へ向かい、またバスで戻ってくる形で行われている。北朝鮮と韓国は互いに公式には国家として認めていないため、査証や旅券は必要ないが、代わりに観光証を代用として使用している（但し韓国人以外は旅券も必要）。また北へ向かうための「出入手続」がある（出入国手続ではない）。料金は2泊3日で約30万ウォン（約3万円）から設定されているが、季節や宿泊施設の等級によってはさらに高くなる。また、観光客一人当たり一定額の観光料を北朝鮮側に支払うことになっており、2泊3日の場合の観光料は80ドルである。金剛山ではハイキングの他に温泉や海水浴、更には北朝鮮のサーカスや歌といった観光メニューがある。金剛山内での通用貨幣はアメリカドルであり、韓国ウォンは使えない。またセントは使われず、最低単位が1ドルのため、韓国より物価が高くなっている。

### 韓国人観光客射殺事件と影響
2008年7月11日に韓国人の女性旅行者が（北朝鮮当局の発表によると）金剛山付近で誤って立ち入り禁止区域に侵入、北朝鮮兵に射殺される事件が発生した。この事件では、観光業者の現代峨山や北朝鮮側、目撃証言等が合致せず、派遣調査を巡り南北政府が対立した。こうした報道を受けて、侵入禁止区域における観光客の安全を憂慮する声が韓国内から上がり、韓国政府は暫定的に金剛山へのツアーを停止する措置をとった。これに対して北朝鮮政府は、事件の全責任が韓国にあるとして、韓国が謝罪して再発防止策を講じるまで韓国からの旅行者の受け入れを停止すると発表した。この事件を契機として太陽政策の一翼であった金剛山観光が途絶え、同年12月1日には北朝鮮側の往来制限措置で開城観光ツアーが中断となるなど、南北間の緊張緩和政策が変化した。
金剛山観光地区法（2002年）により金剛山観光業を主導した現代峨山は、観光再開に向けて会長自らが平壌を訪問し、金正日総書記と会談で観光客の安全に対して約束を取り付けたものの、韓国政府が安全面を理由に再開を許可しないため、未だに金剛山観光は再開されていない。2010年4月8日、北朝鮮側は、韓国政府所有の離散家族面会所をはじめとした韓国側所有の不動産資産を没収、凍結し、韓国側管理要員を追放すると発表。また、金剛山観光中断が今後も継続する場合、現代峨山との契約を破棄し、新たな観光事業者を選定することを示唆した。
金剛山観光には中国の旅行会社が関心を示しているとされており、その後、韓国側が反発する中、中国人観光客の金剛山受け入れを開始した。ただし、閉鎖されている韓国側の施設には立ち入ることが出来ない。2011年に金剛山観光地区は廃止され、同年4月から金剛山国際観光特別区が設置されている。

### 南北首脳会談後
2018年9月の第5回南北首脳会談において、経済制裁の解除等、環境が整い次第、開城工業団地と金剛山観光を再開することに合意した。また、離散家族の常設面会所の開所に向け、北朝鮮政府が没収した、離散家族面会所の没収措置の解除要請に同意した。
2019年10月23日、北朝鮮国営の朝鮮中央通信は金正恩朝鮮労働党委員長が金剛山観光地区を現地指導したことを報じた。朝鮮中央通信の報道によると、金正恩委員長は韓国側が建設した海金剛ホテルを「見るだけでも気分が悪くなるみすぼらしい施設」と評し、韓国側が整備した施設について、韓国との合意を得た上で撤去して自然景観に見合った現代的な施設を建設すべきとした。また、韓国人観光客の受け入れについては、「南側（韓国）の同胞が（観光を楽しむため）来るなら歓迎するが、南側を前面に立たせて事業を行うことは望ましくないとの認識を持つことが重要だ」と述べ、韓国側が金剛山の開発事業で前面に出ないことなどを前提に容認する発言も行った。北朝鮮は、韓国統一部に対して金剛山一帯の韓国側施設を撤去して欲しいとする通知文を送付した。
2019年10月28日、韓国統一省は北朝鮮側に実務者協議の開催を打診したが、北朝鮮側は提案を拒否。文書のやり取りで対応すべきと主張した。
2019年12月末、北朝鮮側は2020年2月までに施設を撤去するよう通知してきたが、翌年から発生した新型コロナウイルス感染症（COVID-19）の世界的流行を受け、2020年1月30日、撤去の日程を当分の間延期すると韓国側に通知した。
2020年1月14日、文在寅大統領は年頭の会見で、「（金剛山への）個別の観光は国際的な制裁に抵触しない」と述べ金剛山観光を再開する考えを明らかにした。
2022年4月、ボイス・オブ・アメリカは衛星写真を基に、海金剛ホテルの屋根や外壁が破壊され、陸上側には廃棄物が積み上がっている状況を報道した。また同年7月、アメリカのメディアは離散家族面会所、金剛山文化会館、温井閣東館と西館、九龍ヴィレッジなどで撤去が始まっていることを報じた。

## 関連文献
- 『金剛山』外国文出版社、1981年。NDLJP:12212460。